# Pamphilia vilcabambae
Pamphilia es un género monotípico de plantas fanerógamas perteneciente a la familia Styracaceae. Su única especie, Pamphilia vilcabambae, es originaria de Perú donde se encuentra en el Departamento de Cuzco, provincia La Convención en la cordillera Vilcabamba.

## Taxonomía
Pamphilia vilcabambae fue descrita por Donald Ray Simpson y publicado en Phytologia 30: 315. 1975.